# جیمی تورژیس
جیمی تورژیس (فرانسوی: Jimmy Turgis‎؛ زادهٔ ۱۰ اوت ۱۹۹۱) دوچرخه‌سوار اهل فرانسه است.
از باشگاه‌هایی که در آن رکاب زده‌است می‌توان به روبه–لیل متروپول و تیم دوچرخه‌سواری کوفیدیس اشاره کرد.